# Borhan Abu Samah
Borhan Abu Samah (Singapore, 29 maggio 1965 – Singapore, 29 ottobre 1999) è stato un calciatore singaporiano, di ruolo difensore.

## Carriera

### Club
Nel 1992 ha vinto il campionato malese con il Sri Pahang.

### Nazionale
Tra il 1989 ed il 1997 ha giocato in totale 19 partite con la nazionale di Singapore, 8 delle quali in incontri di qualificazioni ai Mondiali (5 a quelli del 1990, 2 a quelli del 1994 ed una a quelli del 1998).

## Palmarès

### Club

#### Competizioni nazionali
- Campionato malese: 1

Pahang: 1992